# Hamataliwa circularis
Hamataliwa circularis là một loài nhện trong họ Oxyopidae.
Loài này thuộc chi Hamataliwa. Hamataliwa circularis được Otto Kraus miêu tả năm 1955.